# Lalande-de-Pomerol
Lalande-de-Pomerol là một xã trong tỉnh Gironde, thuộc vùng Nouvelle-Aquitaine của nước Pháp, có dân số là 614 người (thời điểm 1999). Vùng trồng nho Lalande-de-Pomerol mang tên của xã này. Khoảng 415 ha diện tích của xã được dùng để trồng nho.